# 永六輔の誰かとどこかで
『永六輔の誰かとどこかで』（えいろくすけのだれかとどこかで）はTBSラジオのラジオ番組。同局では1967年1月2日から2013年9月27日まで放送した。
JRN加盟の民放ラジオ局、JRN非加盟局（NRNシングルネット局）のラジオ大阪はテープネットで放送した。

## 出演者
- パーソナリティ
  - 永六輔（タレント、ラジオパーソナリティ）
- アシスタント
  - 初代：佐藤ユキ（後のアン真理子、歌手、作詞家）
  - 2代目：遠藤泰子（TBSアナウンサー → フリーアナウンサー）

## 概要
永六輔が世相批評などを交えながら日々の雑感を語っていたほか、聴取者からの投書などによるやり取りも活発に展開。1981年1月31日（土）までは日曜日以外の週6日、翌週（2月2日）以降は月曜日 - 金曜日にのみ放送されていた。
TBSラジオの制作によるテープネット番組であったが、報道特別番組の編成などからTBSラジオで放送できなくなった場合には、ネット局に向けて裏送りを実施。また、近畿広域圏ではJRN／NRNクロスネット局の朝日放送や毎日放送ではなく、編成上の事情からNRNシングルネット局のラジオ大阪で放送していた。
当初は呉羽化学工業（現在のクレハ）がスポンサーに付いていたが、その後は鐘淵化学（現在のカネカ）に変更。1972年頃からは編成上、一部のネット局での放送分を除いて、桃屋の単独提供によるネットワークセールスが定着していた。しかし、桃屋が2013年4月改編から提供の対象をTBSでの放送分に絞ったことに伴って、同年3月29日（金）放送分を最後にネットワークセールス枠から除外。これを機に、一部のネット局が相次いで放送を打ち切った。ちなみに、桃屋がネットスポンサーが付いていた時期には、MBSが後述する経緯から桃屋のCMを午前中に放送している。

### 沿革
- 1967年
  - 1月2日：『どこか遠くへ』（どこかとおくへ）のタイトルで放送開始。初代アシスタントは佐藤ユキだったが、途中から最終回までは遠藤泰子が担当した。
- 1969年
  - 10月6日：番組タイトルを『永六輔の誰かとどこかで』に変更。
- 1974年
  - 4月13日：TBSでこの日から、土曜日放送分のみ『永六輔の土曜ワイドラジオTokyo』（関東ローカル向けの生ワイド番組）へ内包。
    - 永は1975年3月29日で『土曜ワイド』シリーズ本編のパーソナリティをいったん降板した後に、1991年4月13日スタートの『土曜ワイドラジオTOKYO 永六輔その新世界』で復帰したが、TBSではこの間にも1981年1月31日で土曜日の放送自体を終了するまで『土曜ワイド』シリーズへの内包方式で放送を続けた。
- 1981年
  - 2月2日：この日から月曜日 - 金曜日の帯番組として、最終回まで放送。
- 1985年
  - 4月5日：TBSで週6日放送時代から維持されてきた単独番組としての放送を、この日で終了。翌週（4月8日）からは、『スーパーワイドぴいぷる』[注 2]を皮切りに、最終回まで自社制作の生ワイド番組へ内包された。
- 2003年
  - 9月1日：放送回数が10,000回に到達。
- 2007年
  - 1月2日：放送開始から40周年。
  - 7月2日：放送回数が11,000回に到達。
- 2011年
  - 5月2日：放送回数が12,000回に到達。
- 2013年
  - 3月29日：スポンサーの桃屋が、ネット局での放送分の提供を一斉に終了。
  - 8月29日：この日の放送中に、9月27日でレギュラー放送を終えることを正式に発表。桃屋からスポンサーを完全に降板する意向を伝えられたことや、永自身が医師から「身体に無理が掛かっているので（放送を）休んではどうか」との助言を受けたこと[4]による。
    - 永は2010年にパーキンソン病と診断されてからも、投薬治療を受けながら『誰かとどこかで』への出演などを続けてきた。しかし、実際には病状が進むにつれて滑舌に支障を来すことが増えていて、聴取者からも「痛々しいから休んでほしい」という声が多く寄せられていた[5]。TBSラジオでも、終了に際して「永さんの体調を含めて、総合的に検討した結果」と発表している[6][7]。

  - 9月27日：この日でレギュラー放送を終了。総放送回数は12,629回、放送期間は約46年9か月で、同一人物がパーソナリティを務めたTBS制作のレギュラー番組としては『秋山ちえ子の談話室』の最長記録（通算放送回数12,512回）を上回った[4][8]。
    - 永自身は、レギュラー放送の終了に際して、「放送を止める」のではなく「放送を休む」と表現していた。TBSではこの意向に沿って番組宛のメールボックスを維持していて、はがきや封書での投稿も引き続き受け付けていた[6]。
- 2014年
  - 1月1日：レギュラー放送終了後初めての特別番組として、TBSで『永六輔の誰かとどこかで 2014年初場所』を放送（詳細後述）。
- 2016年
  - 7月7日：永が83歳で死去。
  - 9月18日：レギュラー放送終了後の最終シリーズ『永六輔の誰かとどこかで 千秋楽』をもって、番組が完結。50年間の歴史に幕を閉じた。

## 主なコーナー
七円の唄
毎週金曜日に放送。
リスナーから投稿された日常の風景を紹介する。タイトルは、放送開始当時の日本におけるはがき（第二種郵便物）1枚の料金が7円だったことにちなむ。
永と遠藤の2人でハガキを読む形式だったが、2008年10月3日以降は遠藤がハガキを読み、その内容に永が一言付け加える形式に変更された。
1981年1月までは土曜日に放送していたが、同年2月から金曜日に移行した。
BGMはタレガの「アルハンブラの思い出」が使われていた。
五十円の小言
2008年以降、主に木曜日に放送。タイトルは、2008年当時の日本におけるはがき（第二種郵便物）1枚の料金が50円だったことにちなむ。
主にリスナーが感じた苦言や小言に関する投稿を読み、永が感想などを加えていた。
上記以外は永六輔が自分の思ったことや感じたこと、旅をした各地のことなどを述べるコラムが中心となっていた。
その他、「七円の旅」「五十円の感謝状」といった投稿企画もあった。

## 番組の構成
本編は冒頭で遠藤が放送月日・曜日をアナウンスして始まるが、月曜日のみ放送月日・曜日に加え、放送回数もアナウンスするのが通例となっていた。
オープニングやエンディング時は、桃屋提供となっている局とそれ以外で一部異なっていた。以下は一例。
- 桃屋提供ありの場合
  - オープニングは尺八演奏によるインストルメンタルの「遠くへ行きたい」がフルで流れる（奏者を番組で取り上げたこともある）。この曲をBGMに、﨑南海子作の「○月の唄（桃屋を織り込んだ詩）」が遠藤によって朗読される。この中で「窓辺、（または空の下、）桃屋の空き瓶に・・・・」というくだりが日替わりで変更される。
  - 遠藤によるスポンサー紹介ナレーションは、番組開始時は「この番組は味を大切にする桃屋がお送りします」、終了時は「この番組は何はなくとも江戸むらさき、花らっきょうでおなじみの桃屋がお送りしました」となっていたが、番組末期、特番の終了時は「この番組は味を大切にする桃屋がお送りしました」に変更された。
  - 本編終了が近づくと別のイ長調の曲BGMがフェードインで流れるようになる。いったん「誰かとどこかで、おしゃべりは永六輔、遠藤泰子でした」と締めた後[注 6]、少し間を置いて、遠藤がフリートーク風に永とのかけあいで桃屋製品の紹介をする（プレゼントの紹介・案内をする時もある）。
  - 終了時は、遠藤が提供アナウンスのあとに「誰かとどこかで、ではまた明日（来週）です」と締めていた[注 7][注 8]が、このときのBGMはワイド番組内包局と独立番組局で若干長さが異なる（前者は後者より早く、フェイド・アウトしている）。

- 桃屋提供なしの場合
  - オープニングは提供ありと同じ「遠くへ行きたい」のBGMと共に、遠藤アナウンスのタイトルが放送される。その後、各局の提供→CMになる。CMが無い局は、本編に入るまでテーマ曲が流れ続ける。
  - 本編のトークが若干、長くなっている。
  - 本編終了BGMが流れ始めた後に「誰かとどこかで、おしゃべりは永六輔、遠藤泰子でした」と締めたあと、そのBGMが時間まで流れ続ける。局によってCMや提供アナウンスを挿入するところもある。
  - <例>山梨放送の場合(2007年12月現在の内容)
    - 提供なし版タイトル後、一旦、音楽が下がってから「ローカル提供」→ローカルCM→再び音楽が上がって、本編へ→挨拶後、音楽が下がって、ローカルCM→ローカル提供→音楽が再び上がって、11:49に音楽が下がって、番組が終わる。

## ネット局一覧
北から順に掲載。
凡例
放送局名が太字：終了まで桃屋提供
放送局名が細字：桃屋以外の複数社提供、またはスポンサーなし
☆印：2013年3月までは桃屋提供

### 終了時までネットした局
終了時点でワイド番組に内包していた場合は、その番組名を記載する。
- ☆青森放送
- ☆東北放送
- 山形放送
- ラジオ福島（朝から全開!）
- TBSラジオ（大沢悠里のゆうゆうワイド）※制作局
- 山梨放送
- ☆静岡放送（月曜日 - 木曜日：ほのぼのワイド 中村こずえのsmile for You、金曜日：ラジオWEST〜寺田繭子のわくわく金曜日〜）
- ☆CBCラジオ（つボイノリオの聞けば聞くほど）
  - 永は1995年3月に同番組の本編へゲスト出演。つボイノリオとの話の最中に『誰かとどこかで』の放送時間に差し掛かったため、つボイが話を中断させようとしたところ、永が「（今日の『誰かとどこかで』は）流さなくていいです。（スポンサーの）桃屋には（パーソナリティの）僕から言っておきますから」と断言。そのまま話を続けたため、『誰かとどこかで』は放送されなかった。この一件で桃屋からクレームが入ることはなかったものの、CBCの編成や営業部門で大きな問題になったため、以降は必ず所定の時間に放送していた[10]。なお1993年10月1日までは単独番組であった。『誰かとどこかで』の番組終了後、オマージュしたコーナーとして「つボイノリオの誰かとどこまで」を放送している[11]。
- 北日本放送
- 北陸放送
- 福井放送
- ☆中国放送
- ☆四国放送（えんやこらワイド）
- ☆RKB毎日放送
- 大分放送
- 長崎放送
- 熊本放送
- 南日本放送

### 放送終了以前にネットを打ち切った局
2013年3月29日でネットを打ち切った局
- ☆北海道放送
- ☆IBC岩手放送
- ☆信越放送
- 山陽放送
- 山口放送
- 琉球放送

2013年3月以前にネットを打ち切った局
- 秋田放送（2009年10月2日で終了）
- ラジオ大阪（1987年3月で終了[12]）
- 和歌山放送（1988年3月で終了[12]）
- 山陰放送（1997年3月28日で終了）
- 西日本放送（2010年10月1日で終了）
- 高知放送（2010年4月2日で終了）
- 宮崎放送（2009年10月2日で終了）

## レギュラー放送終了後の特別番組
- 2016年7月7日に永が亡くなったため、「千秋楽」をもって完全に番組が終了となった。

永六輔の誰かとどこかで 2014年初場所
TBSラジオ（制作局）での放送時間：2014年1月1日18:00 - 19:00
同時ネット：中国放送
先行ネット：山梨放送・信越放送・RKB毎日放送
遅れネット：北海道放送・東北放送・北日本放送・福井放送・CBCラジオ・大分放送・長崎放送・琉球放送
永六輔の誰かとどこかで 2014年春場所
TBSラジオ（制作局）での放送時間：2014年4月29日21:00 - 22:00
同時ネット：IBC岩手放送
先行ネット：長崎放送・CBCラジオ・福井放送・山口放送
遅れネット：東北放送・山梨放送・信越放送・北日本放送・琉球放送
永六輔の誰かとどこかで 2014年秋場所
TBSラジオ（制作局）での放送時間：2014年9月21日20:00 - 21:00
同時ネット：IBC岩手放送・長崎放送
遅れネット：北日本放送・東北放送・信越放送・CBCラジオ
永六輔の誰かとどこかで 2015年初場所
TBSラジオ（制作局）での放送時間：2015年1月11日19:00 - 20:00
同時ネット：CBCラジオ
遅れネット：琉球放送・北日本放送・長崎放送・東北放送・山梨放送・IBC岩手放送・信越放送
永六輔の誰かとどこかで 2015年春場所
TBSラジオ（制作局）での放送時間：2015年5月10日20:00 - 20:55
同時ネット：IBC岩手放送
先行ネット：CBCラジオ
遅れネット：山梨放送・北日本放送・琉球放送・東北放送・信越放送
永六輔の誰かとどこかで 2015年夏場所
TBSラジオ（制作局）での放送時間：2015年8月9日20:00 - 20:55
同時ネット：IBC岩手放送
遅れネット：信越放送・北日本放送・CBCラジオ
永六輔の誰かとどこかで 2015年秋場所
TBSラジオ（制作局）での放送時間：2015年11月1日19:00 - 20:00
遅れネット：IBC岩手放送・東北放送・信越放送・CBCラジオ・北日本放送
永六輔の誰かとどこかで 2016年初場所
TBSラジオ（制作局）での放送時間：2016年1月10日19:00 - 20:00
同時ネット：CBCラジオ
遅れネット：IBC岩手放送・山梨放送・信越放送・北日本放送
永六輔の誰かとどこかで 千秋楽
TBSラジオ（制作局）での放送時間：2016年9月18日19:00 - 20:00
同時ネット：CBCラジオ・IBC岩手放送・南日本放送・琉球放送
遅れネット：北海道放送・北日本放送・信越放送・北陸放送・山陽放送・宮崎放送

## 番組関連書籍
- 永六輔・崎南海子・遠藤泰子編『七円の唄　誰かとどこかで』シリーズ（『・・・』1〜3、『・・・生きているということは』、『・・・ことづて』、『・・・めぐりあい』、『永六輔の「誰かとどこかで」北から、南から』）朝日出版社
  - 永六輔、崎南海子（編）、1972年11月20日『七円の唄 : TBSラジオ『誰かとどこかで』より』読売新聞社。
  - 永六輔、崎南海子（編）、1974年12月10日『七円の唄 : TBSラジオ『誰かとどこかで』より 追伸』読売新聞社。

## 関連番組
- 六輔七転八倒（ろくすけしちてんばっとう）
  - 『誰かとどこかで』の派生番組で、 1976年度から1983年度までプロ野球オフシーズンの毎週水曜20:00 - 20:55（JST、『ゴールデン・ワイド』枠）に放送されていた。
  - 桃屋やアメリカ屋靴店など複数社の提供による全編生放送で、永・遠藤に加えて、ジャズピアニストの小泉源兵衛がトークの合間にピアノを演奏。当時TBSのアナウンサーだった大沢悠里が、ディレクターを務めていた[16]。
  - 近畿広域圏では朝日放送（ABC）が『ゴールデン・ワイド』枠ごと同時ネットを実施。11月下旬の水曜日に『速報!日本レコード大賞』（TBSテレビとのサイマル放送によるノミネート歌手発表番組）が放送された場合にも、TBS（ラジオ）からの裏送りで対応していた。
    - 前述したように、近畿広域圏ではABCと毎日放送（当時はいずれもテレビとの兼営局）がJRN（TBSが幹事局である民放ラジオネットワーク）に加盟。一方ABCテレビは1974年度までJNN（TBSが基幹局である民放テレビネットワーク）の準基幹局でもあったが、1975年3月31日のネットチェンジでその地位が毎日放送（MBS）へ移ったことに伴って、『速報!日本レコード大賞』はテレビ・ラジオともMBSで放送されていた。
    - 永は『誰かとどこかで』を始める前（1960年代の後半）に、漫才作家としての修業を兼ねて、ABC・MBS・ラジオ大阪（OBC）の本社がある大阪府内へ1年半にわたって居住。また、ABCアナウンサーの道上洋三と親交が深く、道上が『おはようパーソナリティ道上洋三です』を担当してからは同番組にもゲストで随時出演していた。ただし、ABC・MBS両局における編成上の事情などから、近畿広域圏では『誰かとどこかで』をOBCへの番組販売方式で放送。MBSについては、江戸の笑芸を扱うテレビ番組への編成方針をめぐってかねてから永との間に確執が生じていたため、当時のネットスポンサー（桃屋）のCMを放送するだけにとどめていた。
- 土曜ワイドラジオTOKYO 永六輔その新世界
- 六輔七転八倒九十分
  - 前述の「六輔七転八倒」のタイトルは、永がメインパーソナリティーを担当した『土曜ワイドラジオTOKYO 永六輔その新世界』（2015年9月26日終了）の体裁を引き継いで、同年9月28日より2016年6月27日まで月曜18:00 - 19:30（JST）に放送された『六輔七転八倒九十分』で再活用された。